# 의정부 G-스포츠클럽
의정부 G-스포츠클럽은 경기도 의정부시에 위치한 스포츠클럽팀이다. 학교와 주변 지역의 인프라를 통합한 '지역기반 스포츠클럽'을 추구하며 주변 지역의 스포츠클럽과 학교 운동부를 연계하고 있다. 현재 배드민턴, 축구, 테니스, 유도 등 다양한 스포츠 활동을 하고 있다.